# John Carl Buechler
John Carl Buechler (18. června 1952, Belleville, Illinois – 17. března 2019) byl americký režisér, maskér, tvůrce speciálních a mechanických efektů, supervizor, designér, herec, návrhář a scenárista, který se proslavil především režií hororů Pátek třináctého 7 (1988) a Smrtící přízrak (1988). Mezi jeho další režijní počiny patří např. hororová komedie Troll (1986) a Ghoulies III: Ghoulies Go to College (1991).
Začínal začátkem 80. let na filmech béčkových producentů Rogera Cormana a Charlesa Banda. S nimi je spojena většina jeho profesní kariéry.
Jako maskér a tvůrce efektů se podílel na filmech Zakázaný svět, Deathstalker, Ze záhrobí, Noční můra v Elm Street 4: Vládce snu, Smrtící přízrak, Pátek třináctého 7, Halloween 4: Návrat Michaela Myerse, Indiana Jones a poslední křížová výprava, Necronomicon, Ghoulies, Márnice, Hatchet a na mnoha dalších.
Jako herec se objevil v již zmiňovaném snímku Hatchet a v jeho pokračování Hatchet 2.